# Juan Carlos Ferrero
Juan Carlos Ferrero (n. 12 februarie 1980, Ontinyent⁠(d), Comunitatea Valenciană, Spania) este un fost jucător profesionist spaniol de tenis de câmp, născut la Villena, fost număr 1 în clasamentul ATP, timp de 8 săptămâni. A câștigat 11 de titluri la simplu printre care și unul la Roland Garros.